# Norimberské popravy
Norimberské popravy se odehrály 16. října 1946, krátce po skončení norimberského procesu. Deset významných členů politického a vojenského vedení nacistického Německa bylo popraveno oběšením: Hans Frank, Wilhelm Frick, Alfred Jodl, Ernst Kaltenbrunner, Wilhelm Keitel, Joachim von Ribbentrop, Alfred Rosenberg, Fritz Sauckel, Arthur Seyß-Inquart a Julius Streicher. V tento den měl být oběšen také Hermann Göring, ale noc předtím spáchal sebevraždu pomocí kapsle s kyanidem draselným. Martin Bormann byl rovněž odsouzen k trestu smrti v nepřítomnosti; v té době nebylo známo místo jeho pobytu, ale nyní se předpokládá, že spáchal sebevraždu nebo byl zabit sovětskými vojsky při pokusu o útěk z Berlína 2. května 1945.
Rozsudky byly vykonány v tělocvičně norimberské věznice armádou Spojených států amerických.
Popravčími byli nadrotmistr John C. Woods a jeho asistent, vojenský policista Joseph Malta. Woods špatně odhadl délku provazů používaných při popravách, někteří tvrdí, že záměrně, takže někteří muži nezemřeli rychle na zamýšlenou zlomeninu krku, ale místo toho se pomalu uškrtili.
Podle některých zpráv trvaly některé popravy 14 až 28 minut.
Říkalo se, že těla byla převezena do koncentračního tábora Dachau ke zpopelnění, ale ve skutečnosti byla spálena v mnichovském krematoriu a popel rozptýlen nad řekou Isar.
Kingsbury Smith z International News Service napsal očité svědectví o popravách. Jeho vyprávění vyšlo spolu s fotografiemi v novinách.

## Pořadí poprav
První poprava byla zahájena v 01:11 hodin. Celkové trvání bylo jen asi dvě hodiny.
| Pořadí  | Popravený              | Poslední slova | Čas úmrtí |
| ------- | ---------------------- | --- | --------- |
| 1.      | Hermann Göring         | N/A | N/A       |
| 2.      | Joachim von Ribbentrop | „Bůh ochraňuj Německo. Bůh se smiluj nad mou duší. Mým posledním přáním je, aby byla zachována jednota Německa a aby v zájmu míru došlo k porozumění mezi Východem a Západem. Přeji světu mír.“ Velitel norimberské věznice Burton C. Andrus později vzpomínal, že se Ribbentrop těsně předtím, než mu byla přes hlavu nasazena kukla, obrátil na luteránského kaplana Henryho F. Gereckeho a zašeptal: „Ještě se uvidíme.“ | 01:30     |
| 3.      | Wilhelm Keitel         | „Ať je bůh všemohoucí milosrdný k německému lidu. Přede mnou šly na smrt za vlast více než dva miliony německých vojáků. Nyní následuji své syny – všichni za Německo.“ | 01:44     |
| 4.      | Ernst Kaltenbrunner    | „Miloval jsem svůj německý národ a svou vlast vřelým srdcem. Splnil jsem svou povinnost podle zákonů svého národa a je mi líto, že můj národ tentokrát vedli lidé, kteří nebyli vojáky, a že byly spáchány zločiny, o nichž jsem nevěděl.“ | 01:52     |
| 5.      | Alfred Rosenberg       | „Ne.“ | 01:59     |
| 6.      | Hans Frank             | „Jsem vděčný za to, jak se mnou bylo v zajetí zacházeno, a prosím Boha, aby mě milostivě přijal.“ | 02:08     |
| 7.      | Wilhelm Frick          | „Ať žije věčné Německo.“ | 02:20     |
| 8.      | Julius Streicher       | „Adele, má drahá ženo.“ | neznámý   |
| 9.      | Fritz Sauckel          | „Umírám nevinný, můj rozsudek je nespravedlivý. Bůh ochraňuj Německo a učiň ho opět velkým. Ať žije Německo! Bůh ochraňuj mou rodinu.“ | 02:40     |
| 10.     | Alfred Jodl            | „Zdravím tě, mé Německo.“ | 02:50     |
| 11.     | Arthur Seyß-Inquart    | „Doufám, že tato poprava je posledním aktem tragédie druhé světové války a že si z této světové války vezmeme ponaučení, že mezi národy by měl existovat mír a porozumění. Věřím v Německo.“ | 02:59     |
| Zdroje: |                        | |           |

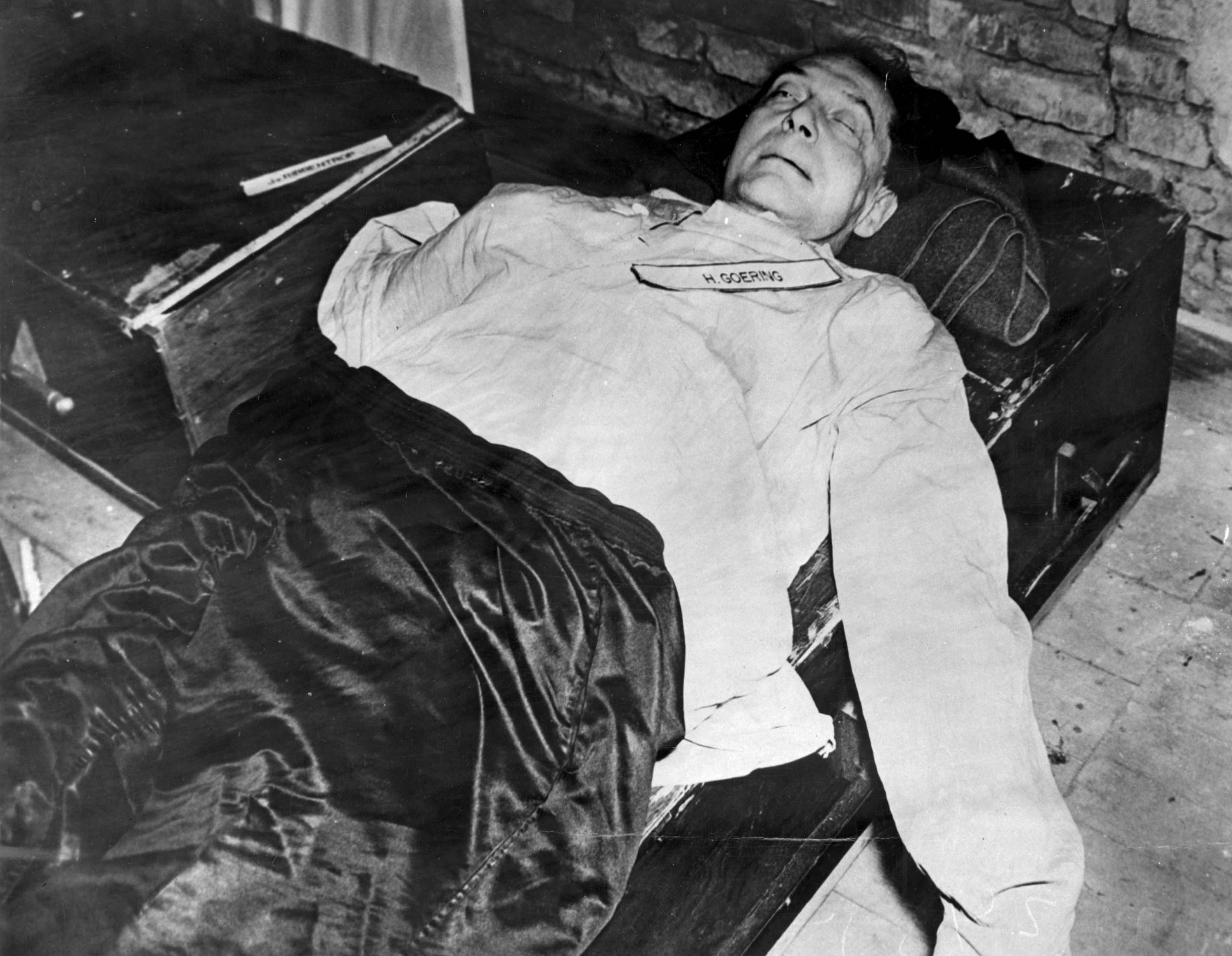
Tělo Hermanna Göringa, který před popravou spáchal sebevraždu.
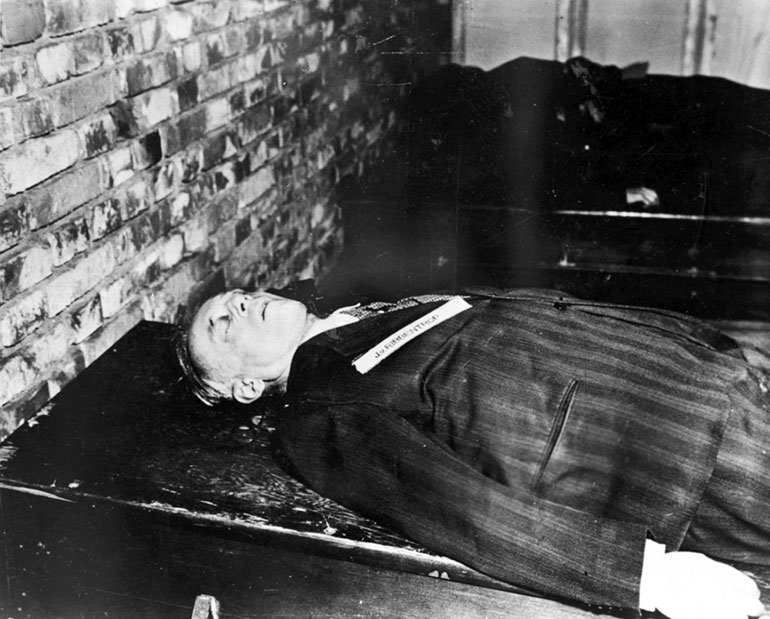
Tělo Joachima von Ribbentropa
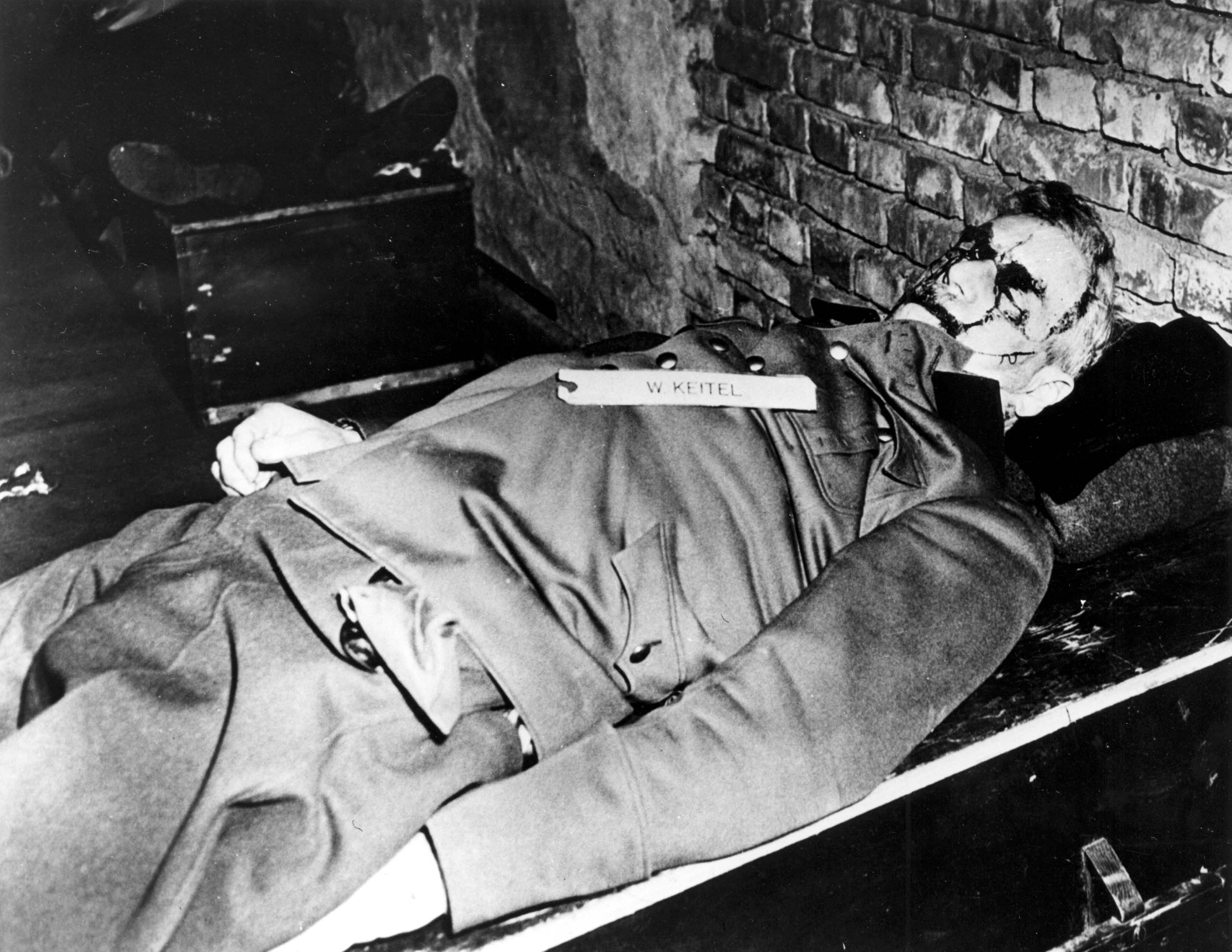
Tělo Wilhelma Keitela
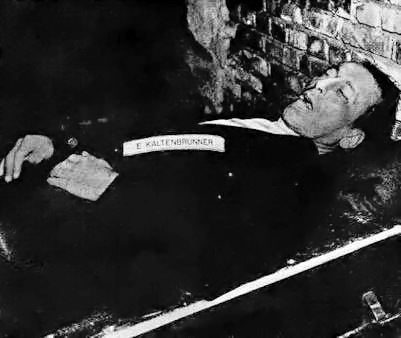
Tělo Ernsta Kaltenbrunnera
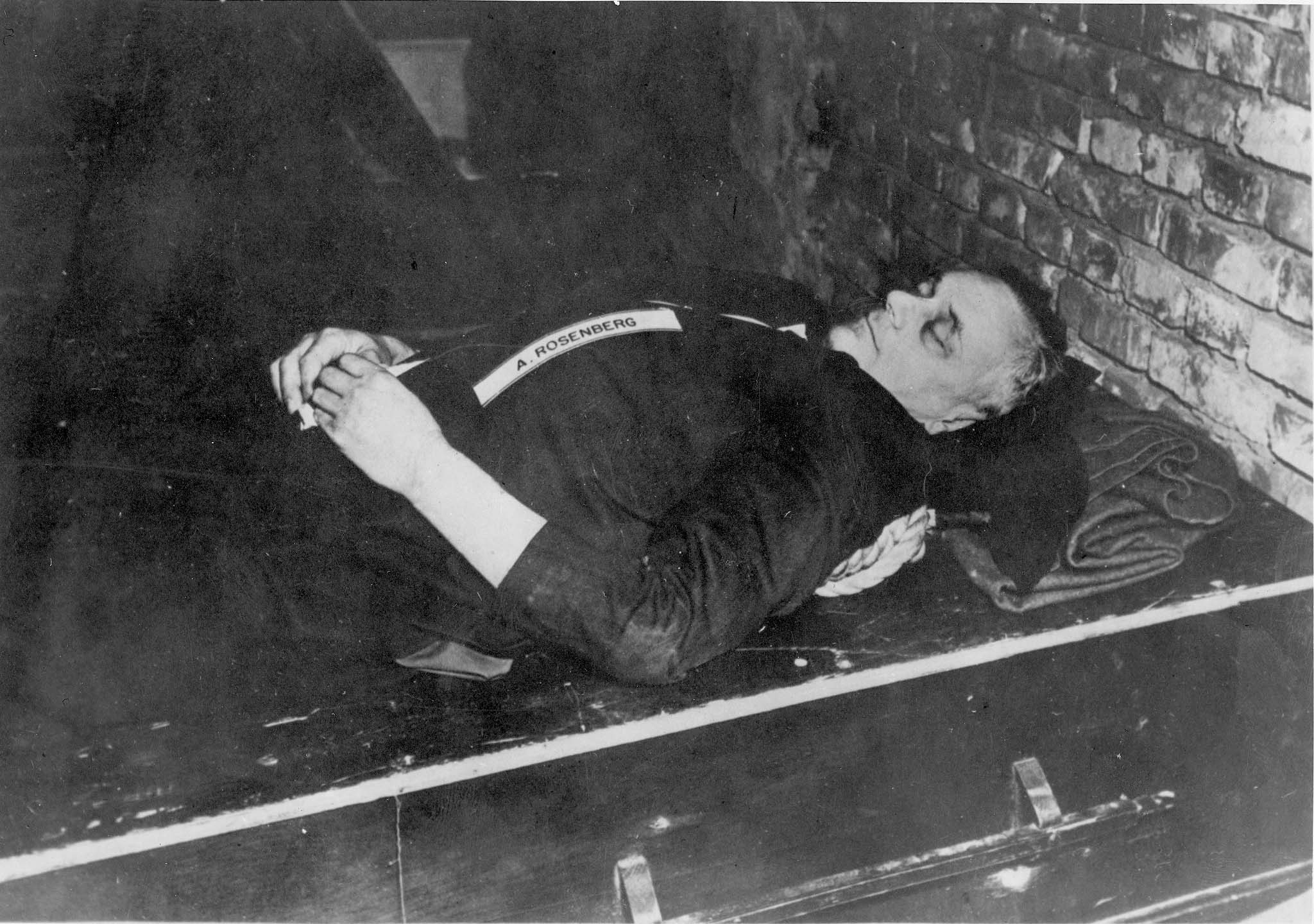
Tělo Alfreda Rosenberga
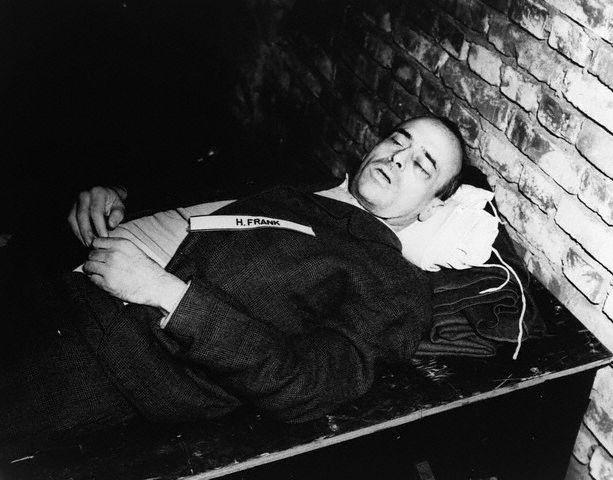
Tělo Hanse Franka
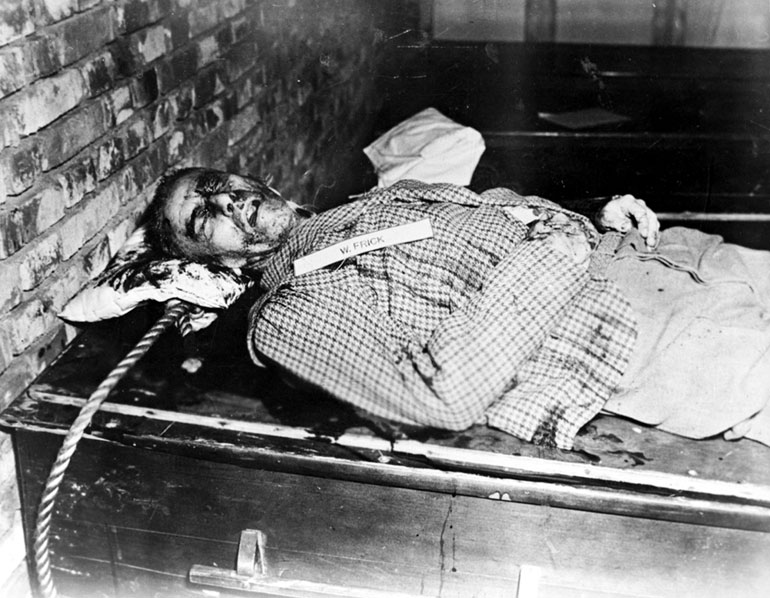
Tělo Wilhelma Fricka
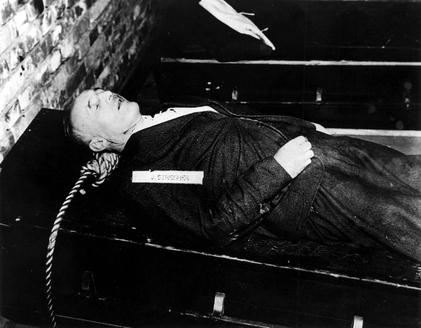
Tělo Julia Streichera
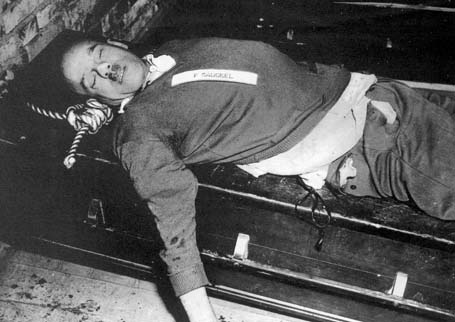
Tělo Fritze Sauckela
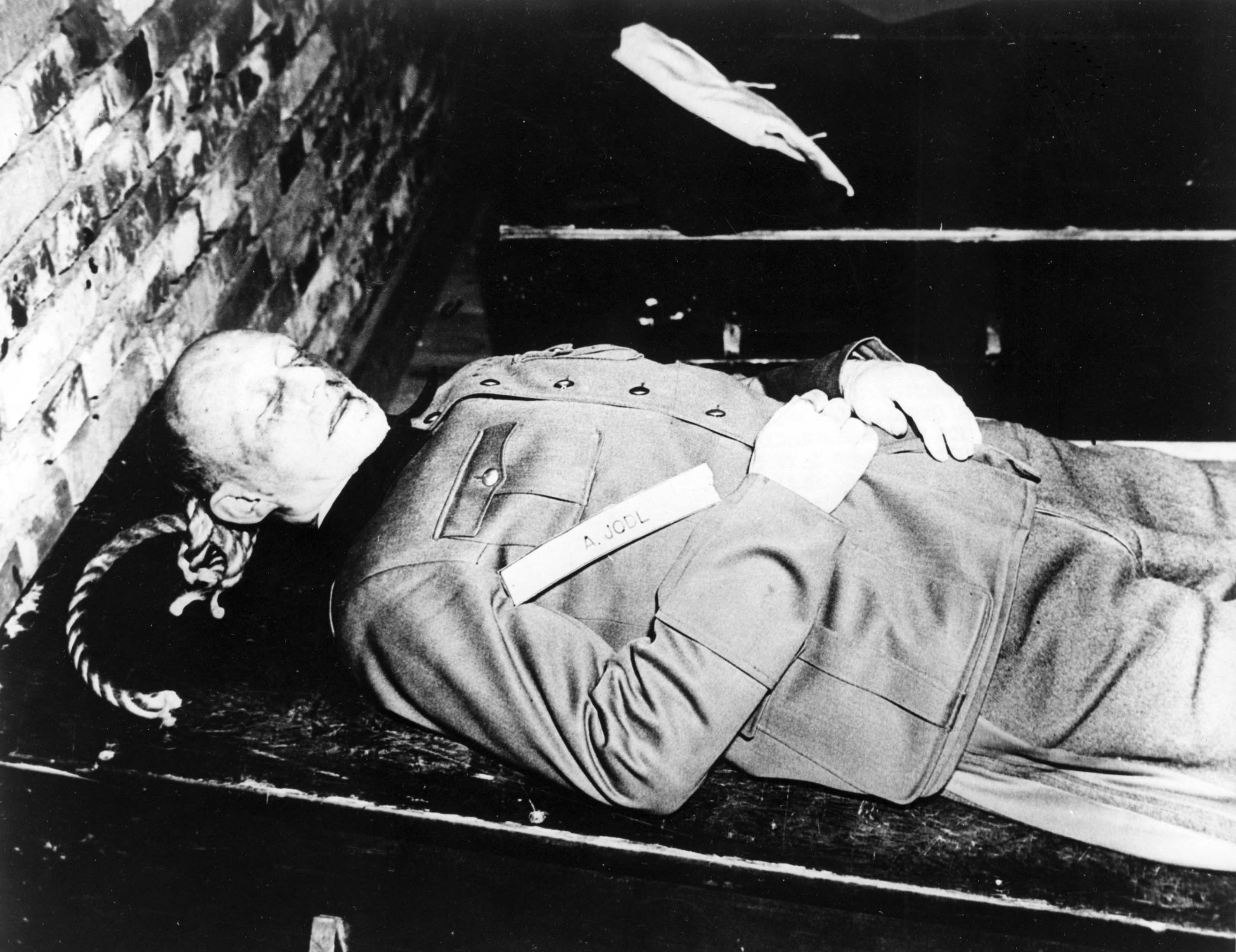
Tělo Alfreda Jodla
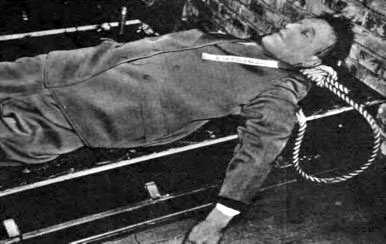
Tělo Arthura Seyß-Inquarta